# Torrazzo di Castel Goffredo
Il Torrazzo è un edificio storico di Castel Goffredo, in provincia di Mantova.

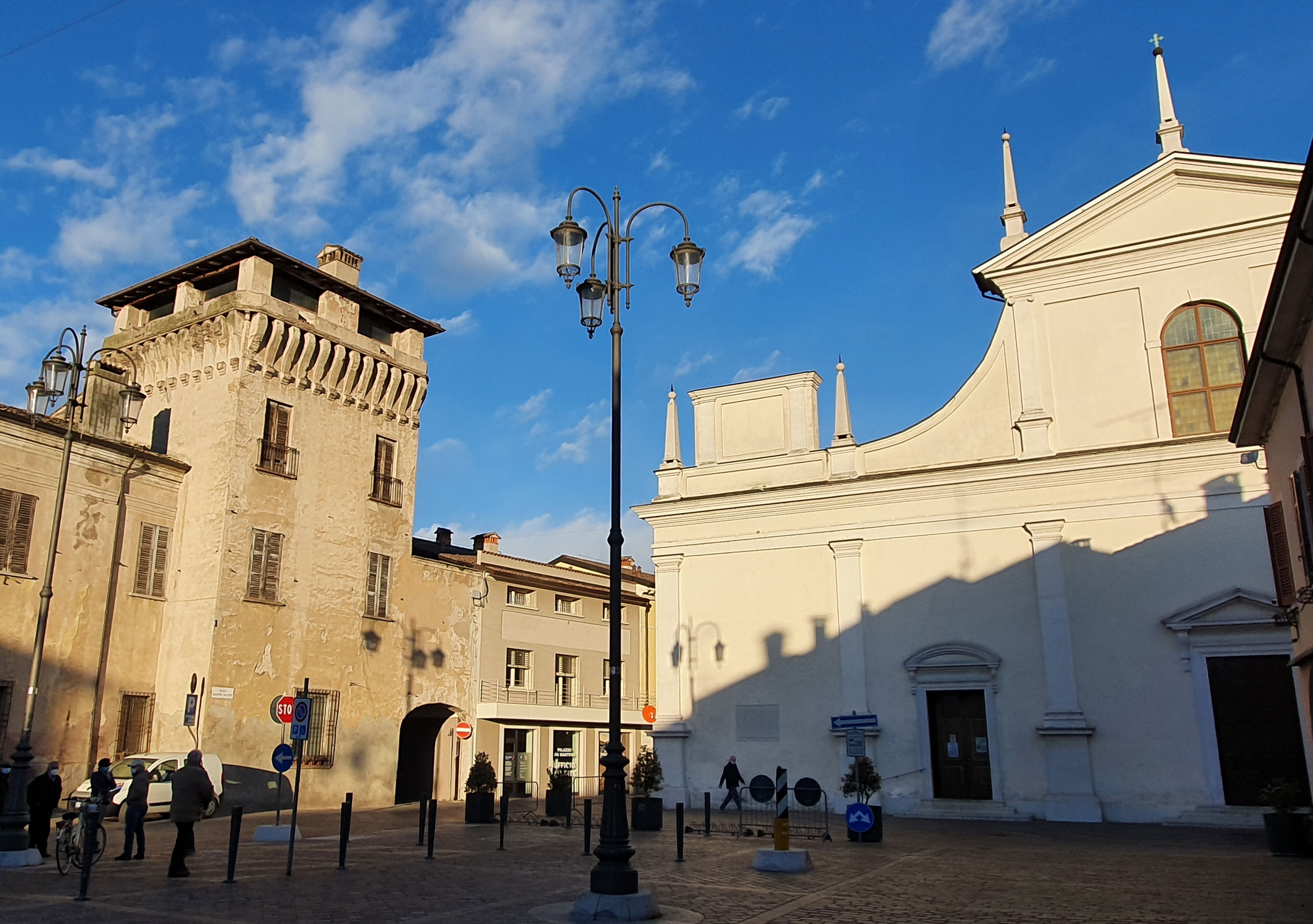
Torrazzo e Chiesa prepositurale di Sant'Erasmo

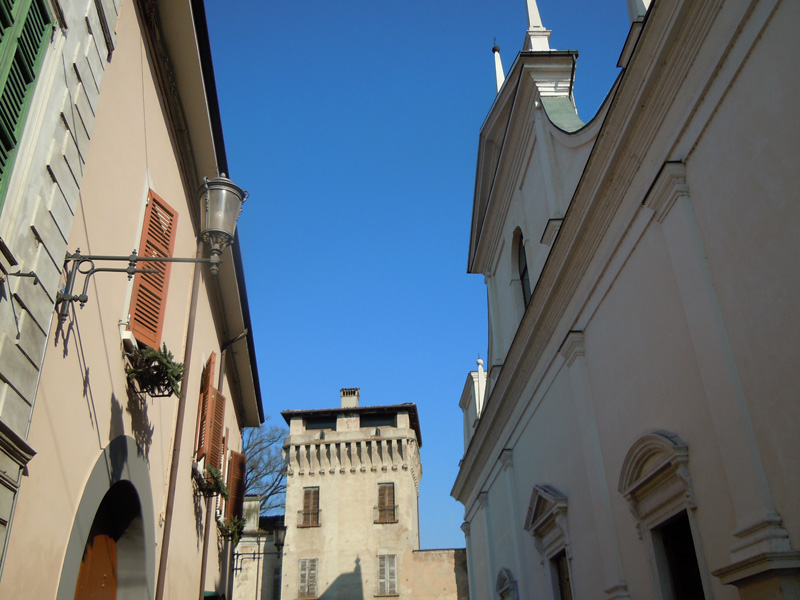
Il Torrazzo, al centro

## Storia e descrizione
Situato nell'angolo sud-occidentale del Palazzo Gonzaga-Acerbi, al quale appartiene e ne segue la storia, nella centrale Piazza Mazzini, è una costruzione medievale con coronamento a sbalzo sostenuto da mensoloni, innalzato probabilmente nella seconda metà del XIV secolo a scopo difensivo e ad uso abitazione del vicario rappresentante dei Gonzaga di Mantova, al quale il Comune di Castel Goffredo doveva dare alloggio e contribuire al salario. Il primo vicario ad occupare la struttura fu Ambrogio de Ferrari nel 1379 cui seguirono altri tredici.
Al piano terreno dell'edificio era alloggiata la camera di tortura.
Fino al 1480 apparteneva al Comune assieme al Palazzo del Vicario, che lo cedette al vescovo di Mantova Ludovico Gonzaga quando divenne marchese di Castel Goffredo, forse intenzionato, assieme all'altra ala del palazzo, a farlo diventare la sua residenza.
Un manoscritto anonimo del XVII secolo riporta che il Torrazzo (detto anche "Torricello" o "Torricella") fu la sede del banco dei pegni degli ebrei, chiamati nel 1588 da Mantova dal marchese Alfonso Gonzaga.
Soggiornò nel Torrazzo anche San Luigi Gonzaga.
Nelle stanze del Torrazzo furono tenute prigioniere Elena Aliprandi e la figlia Cinzia Gonzaga allorché una sollevazione popolare della “Magnifica Comunità” castellana portò alla morte del marito, il marchese Rodolfo Gonzaga il 3 gennaio 1593.
Fu rinnovato esteriormente nel Settecento quando furono aperte le cinque finestre prospicienti la piazza.